# Neuf Mois aussi
Pour les articles homonymes, voir Neuf mois.
Pour plus de détails, voir Fiche technique et Distribution.
Neuf Mois aussi ou Moi, papa?! au Québec (Nine Months) est un film américain écrit et réalisé par Chris Columbus et sorti en 1995. C'est un remake du film français Neuf mois de Patrick Braoudé, sorti en 1994.
Le film reçoit des critiques mitigées à sa sortie mais remporte un meilleur accueil auprès du public avec plus de 138 millions de dollars au box-office.

## Synopsis
Samuel Faulkner est psychologue pour enfants. Il vit avec Rebecca Taylor, une professeur de danse classique. Si elle pense au mariage et à avoir des enfants, ce n'est pas du tout le cas de Samuel. Toute la vie de Samuel est bouleversée lorsqu'il apprend que Rebecca est enceinte.

## Fiche technique
Sauf indication contraire, les informations mentionnées dans cette section peuvent être confirmées par la base de données cinématographiques IMDb,  présente dans la section « Liens externes ».
- Titre original : Nine Months
- Titre français : Neuf Mois aussi
- Titre québécois : Moi, papa?!
- Réalisation : Chris Columbus
- Scénario : Chris Columbus, adapté du scénario de Neuf mois écrit par Patrick Braoudé
- Direction artistique : W. Steven Graham
- Musique : Hans Zimmer
- Décors : Angelo P. Graham
- Costumes : Jay Hurley
- Photographie : Donald McAlpine
- Montage : Raja Gosnell et Stephen E. Rivkin
- Production : Michael Barnathan, Chris Columbus, Anne François et Mark Radcliffe
  - Production associée : Paula DuPré Pesman
  - Production déléguée : Joan Bradshaw et Christophe Lambert
- Société de production : 20th Century Fox et 1492 Pictures
- Société de distribution : 20th Century Fox
- Budget : 24 500 000 $[1]
- Pays de production :  États-Unis
- Langue originale : anglais
- Format : couleur - 2,35:1 - 35 mm - son Dolby Digital, DTS, SDDS
- Genre : comédie
- Durée : 103 minutes
- Dates de sortie :
  - États-Unis : 12 juillet 1995
  - France : 8 novembre 1995

## Distribution
Légende : VF = Version française[réf. nécessaire] et VQ = Version québécoise
- Hugh Grant (VF : Vincent Cassel ; VQ : Daniel Picard) : Samuel Faulkner
- Julianne Moore (VF : Rafaèle Moutier ; VQ : Marie-Andrée Corneille) : Rebecca Taylor
- Tom Arnold (VF : Patrick Poivey ; VQ : Guy Nadon) : Marty Dwyer
- Joan Cusack (VF : Céline Monsarrat ; VQ : Natalie Hamel-Roy) : Gail Dwyer
- Jeff Goldblum (VF : Richard Darbois ; VQ : Jean-Luc Montminy) : Sean Fletcher
- Robin Williams (VF : Patrick Floersheim ; VQ : Luis de Cespedes) : Dr Kosevich
- Mia Cottet (VF : Claire Guyot)  : Lili
- Joey Simmrin : Truman
- Ashley Johnson : Shannon Dwyer
- Alexa Vega : Molly Dwyer
- Aislin Roche : Patsy Dwyer
- Charles Martinet (VF : Jean-Loup Horwitz ; VQ : Joël Legendre) : Arnie
- Kristin Davis (VQ : Johanne Léveillé) : une employée au tennis

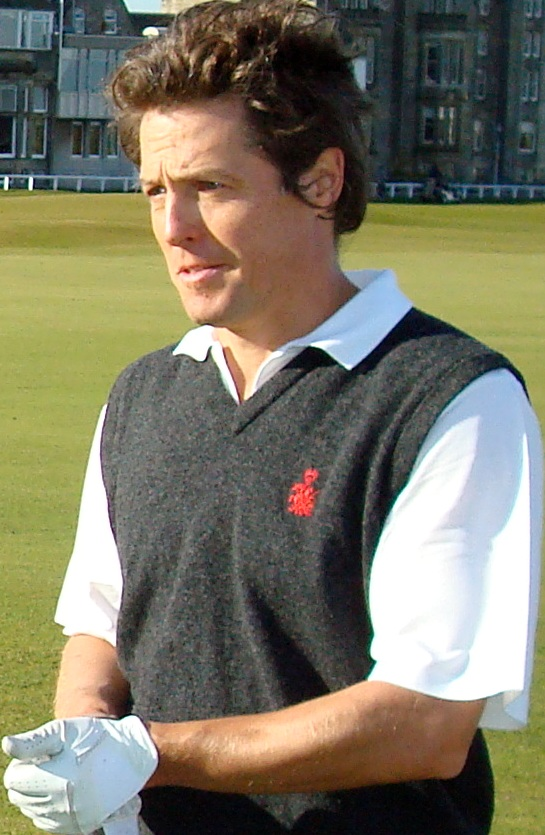
Hugh Grant est Samuel Faulkner
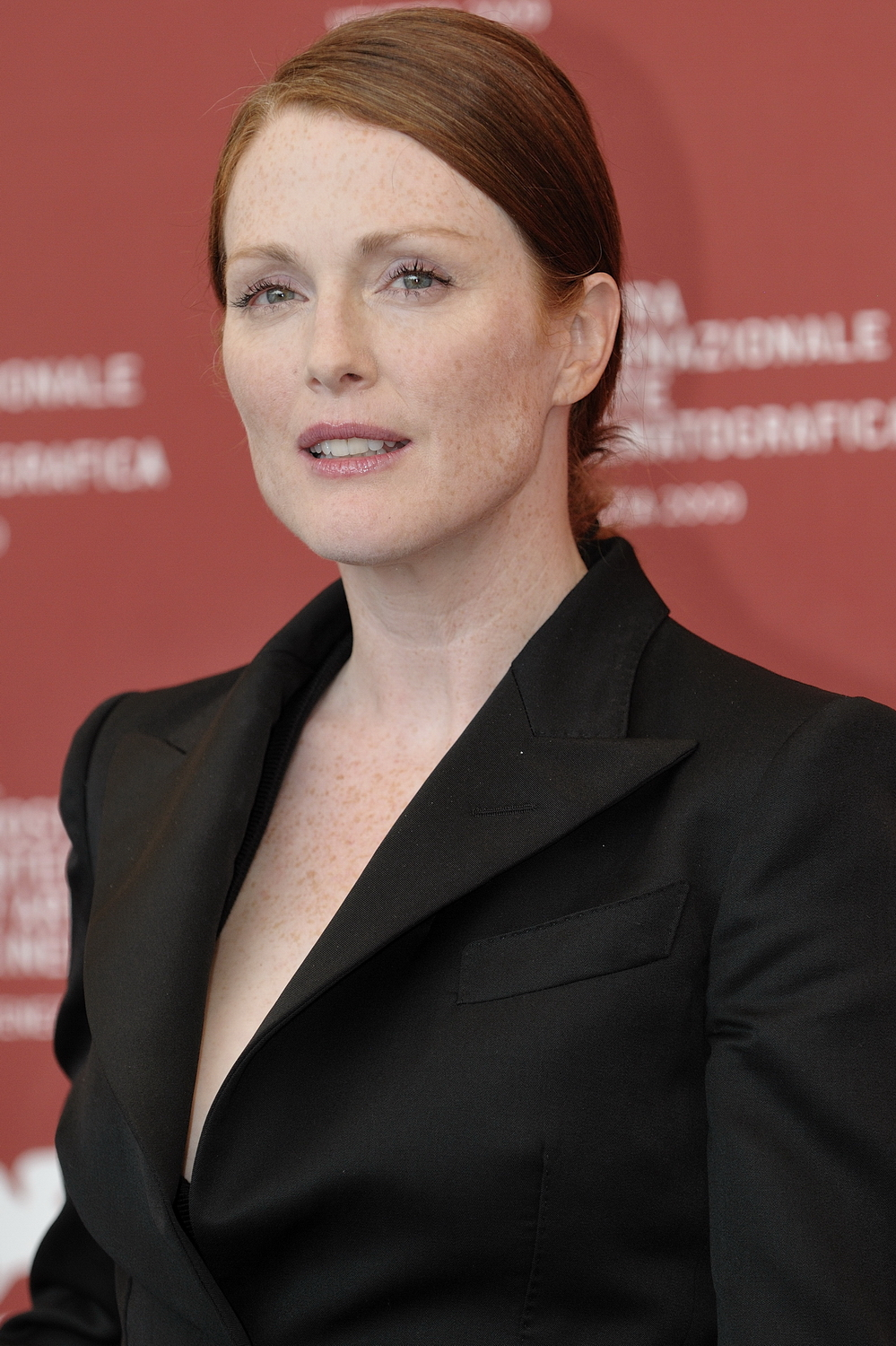
Julianne Moore est Rebecca Taylor
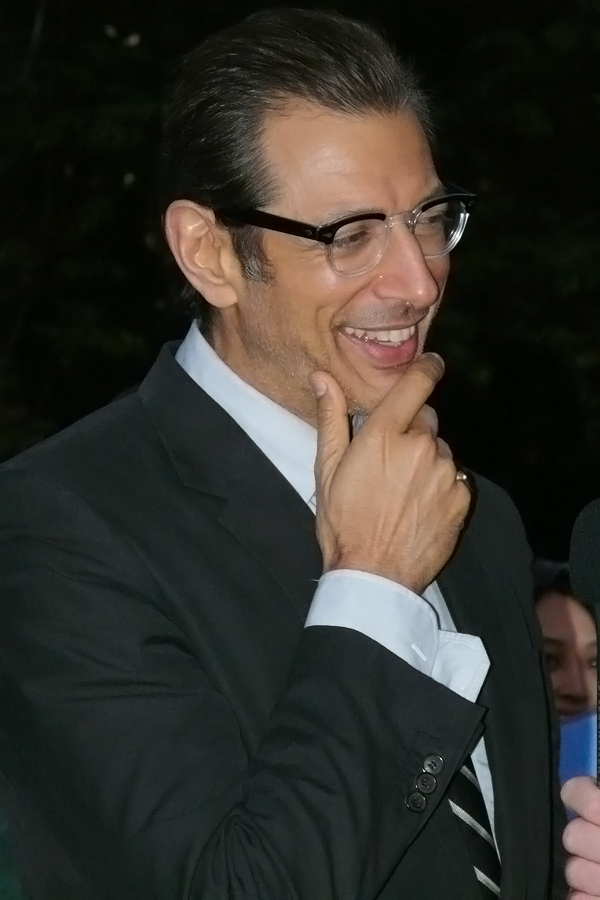
Jeff Goldblum est Sean Fletcher
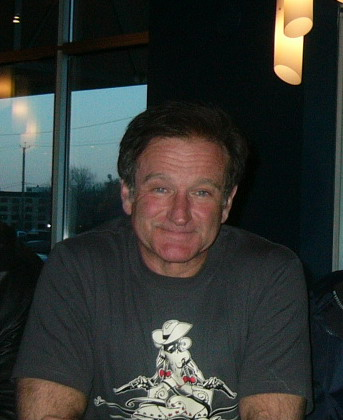
Robin Williams est le Dr. Kosevich

## Production

### Genèse et développement
Neuf Mois aussi est un remake américain du film français Neuf mois réalisé par Patrick Braoudé, sorti environ un an auparavant. Déjà producteur du premier, Christophe Lambert est également présent ici à la production.

### Attribution des rôles
Le film marque les débuts de Hugh Grant dans le cinéma américain. Sarah Jessica Parker a été envisagée pour le rôle de Rebecca.
Trois enfants de Chris Columbus apparaissent : Eleanor Columbus joue une petite-fille au cours de danse, Brendan Columbus joue un petit garçon sur la plage et Violet Columbus est le bébé dans le magasin de jouets. Le réalisateur fait quant à lui un caméo dans la séquence du mariage.

### Tournage
Le tournage a lieu du 3 octobre 1994 au 13 février 1995. Il se déroule en Californie, notamment à San Francisco, San Mateo, Pittsburg et Tiburon.

### Musique
La musique du film est composée par Hans Zimmer. L'album commercialisé par Milan Records contient également des chansons non inédites présentes dans le film. Cependant, certaines ne sont pas incluses, comme These Are The Days de Van Morrison, Baby, I Love You de The Ronettes et 19th Nervous Breakdown des Rolling Stones.
Liste des titres
1. The Time of Your Life - interprété par Little Steven & the Disciples of Soul
2. Let's Get It On  - interprété par Marvin Gaye
3. Turn Back the Hands of Time - interprété par Tyrone Davis - 2:38
4. Baby, Baby (Hans Zimmer) - 4:00
5. It's a Boy (Hans Zimmer) - 9:17
6. Voodoo Woman (Hans Zimmer) - 3:54
7. Baby's Room (Hans Zimmer) - 4:13
8. From Russia... (Nick Glennie-Smith, Hans Zimmer) - 0:59
9. We Can Work It Out (Hans Zimmer) - 5:04
10. Open Your Eyes (Hans Zimmer) - 4:32

## Distinction
Source : Internet Movie Database
- 1996 : nomination à l'American Comedy Award pour Robin Williams et Joan Cusack

## Clin d’œil
Quand Sam et Rebecca se rendent à l'hôpital, ils passent devant un cinéma diffusant le film Home Alone VII. Home Alone est le titre original de Maman, j'ai raté l'avion sorti en 1990 et également réalisé par Chris Columbus.